# Kathrin Lüthi
Kathrin Lüthi (* 7. Oktober 1969) ist eine ehemalige Schweizer Sprinterin, die sich auf den 400-Meter-Lauf spezialisiert hatte.
In der 4-mal-400-Meter-Staffel schied sie bei den Leichtathletik-Weltmeisterschaften 1991 in Tokio und den Olympischen Spielen 1992 in Barcelona im Vorlauf aus.
1993 kam sie bei den Weltmeisterschaften in Stuttgart mit der Schweizer 4-mal-400-Meter-Stafette auf den achten Platz. Das Quartett in der Besetzung Helen Burkart, Regula Zürcher, Marquita Brillante und Lüthi stellte dabei mit 3:28,52 min den aktuellen Schweizer Rekord auf. 1994 wurde sie bei den Leichtathletik-Halleneuropameisterschaften in Paris über 400 Meter und bei den Leichtathletik-Europameisterschaften in Helsinki mit der 4-mal-400-Meter-Stafette jeweils Sechste.
1992 und 1994 wurde sie Schweizer Meisterin über 400 Meter.

## Persönliche Bestzeiten
- 400 m: 52,59 s, 1. August 1993, St. Gallen
  - Halle: 52,98 s, 20. Februar 1994, Magglingen
- 800 m: 2:05,18 min, 4. August 1993, Zürich
- 400 m Hürden: 57,34 s, 25. Juni 1994, Bellinzona